# Baisinger BierManufaktur
Die Baisinger BierManufaktur GmbH ist eine Brauerei aus dem Rottenburger Stadtteil Baisingen im Landkreis Tübingen und befindet sich bis heute im Privatbesitz der Familie Teufel. Ihr angegliedert ist ein Brauereigasthof.

## Geschichte

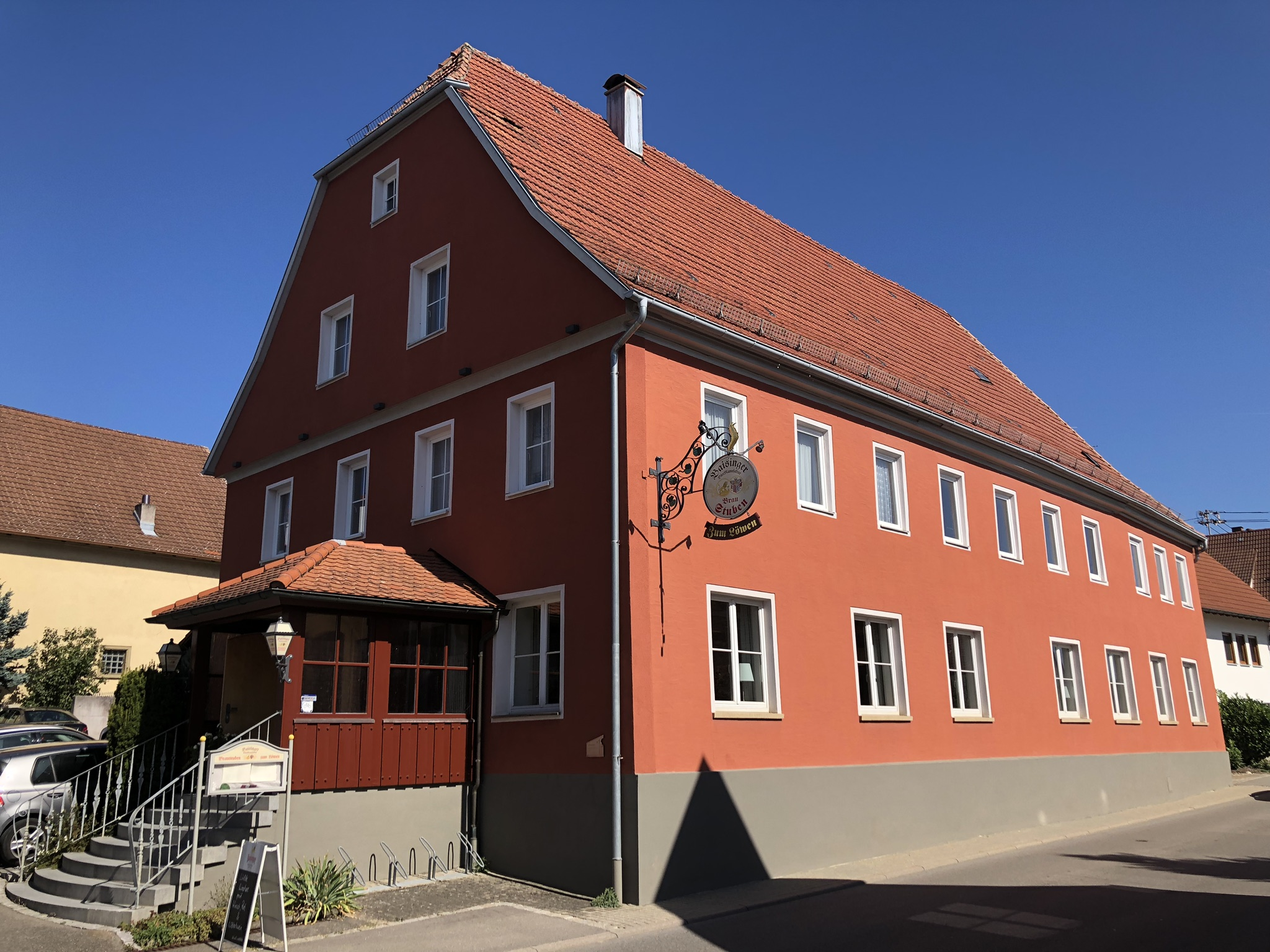
Brauereigaststätte „Zum Löwen“

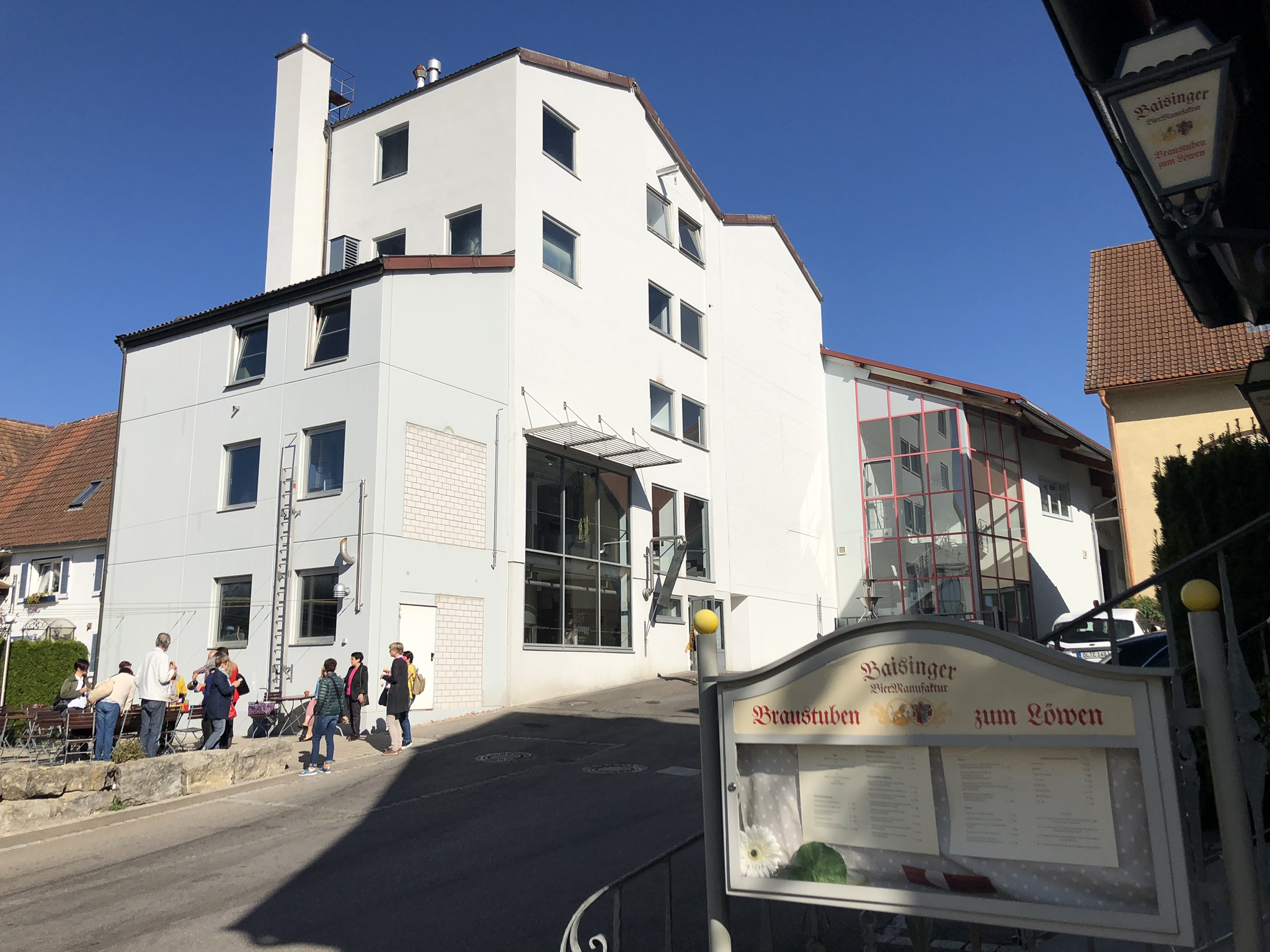
Produktion

Die Geschichte der Baisinger BierManufaktur geht auf das Jahr 1775 zurück, als der Gründer Christian Teufel in den Räumen des heutigen Brauereigasthofs „Zum Löwen“ zunächst noch für den eigenen Gaststättenverbrauch mit dem Brauen seines eigenen Bieres begann. Teufel stammte aus einer Bauernfamilie und übte diesen Beruf auch aus. Zusätzlich widmete er sich dem Brauwesen, das er in der Gaststätte auf der gleichen Liegenschaft betrieb, auf der die Baisinger Biere heute noch gebraut werden. Allerdings sind die Brauereigaststätte „Zum Löwen“ und das neue, eigene Brauhaus heute in getrennten Gebäuden untergebracht. 1805 übernahm Christian Teufels Sohn Anton die Brauerei, bis dieser die Führung 1842 an seinen Sohn Fidel Teufel Senior weitergab. Ab 1868 führte Fidel Teufel Junior die Brauerei in vierter Generation. Fidel Teufel Juniors Sohn Christian leitete den Familienbetrieb wiederum bis 1918. Paul Teufel Senior, Christians Teufels Sohn, übernahm daraufhin die Geschäftsführung. Ursprünglich war jedoch dessen Sohn Wilhelm als Nachfolger vorgesehen, dieser fiel allerdings 1943 im Zweiten Weltkrieg – ein Jahr bevor sein Vater verstarb. Nach dem Tod der beiden übernahmen daher Paul Teufels Ehefrau Rosa und deren Tochter Gertrud die Familienbrauerei und es gelang ihnen, den Betrieb in der Nachkriegszeit fortzuführen.
1948 heiratete Gertrud Teufel Edmund Teufel. Beide trugen zwar bereits vor der Ehe denselben Nachnamen, standen jedoch vor der Heirat in keiner familiären Verbindung. Die beiden Söhne von Gertrud und Edmund Teufel Senior, Paul und Edmund Teufel Junior, führen den Brauereibetrieb noch heute gemeinsam mit Edmund Teufels Sohn Paul in der neunten Generation. Die ursprünglich zum Familienunternehmen gehörende Braustube „Zum Löwen“ wird derzeit nicht von der Familie geführt.
Im Jahr 2010 hat sich die Löwenbrauerei Teufel GmbH in Baisinger BierManufaktur, Familie Teufel GmbH umfirmiert.

## Modernisierung
In Folge kontinuierlicher Ausstoß-Steigerungen konnten zahlreiche Modernisierungen realisiert werden, unter anderem eine Erweiterung des Gär- und Lagerkellers sowie die Umstellung von Holzlager- auf Aluminiumtanks in 1952. Im Jahre 1974 wurde eine neue Halle mit vollautomatischer Abfüllanlage errichtet. Nach einem Umbau und der Modernisierung der Brauereigaststätte folgte 1995 der Neubau einer vollautomatischen untergärigen Kelleranlage und zusätzlich wurde 1997 ein eigener Weizenbierkeller angegliedert. Im Jahr 2000 wurde eine neue Flaschenfüllerei gebaut. Weiter wurde 2003 das Sudhaus modernisiert und mit einer vollautomatischen Steuerung ausgestattet.
Im Jahr 2012 investierte das Familienunternehmen in die Anschaffung einer Dampfkesselanlage für eine umweltschonende Energieversorgung, welche eine höhere Energieproduktivität ermöglicht. Zum 240-jährigen Jubiläum der Brauerei wurde im Mai 2015 eine neue, größere Logistikhalle eingeweiht.

## Sponsoring
Seit der Saison 2013 ist die Baisinger BierManufaktur Sponsor des Fußballvereins SSV 1905 Reutlingen sowie Hauptsponsor des Tennisvereins TV Reutlingen. Jährlich richtet das Familienunternehmen mit dem Göttelfinger Musikverein das Bockbierfest aus, welches 2015 sein 30-jähriges Jubiläum feierte. 

## Unternehmen
Im Jahr 2015 beschäftigte die Baisinger BierManufaktur 20 Mitarbeiter und braut jährlich rund 30 000 Hektoliter (hl) Bier (Wert von 2013). Die neun Biersorten werden hauptsächlich regional verkauft. Um ihrem Bier einen besonders fruchtigen Geschmack zu verleihen, kann die Brauerei auf einen eigenen Hefestamm zurückgreifen. Als eine der wenigen Brauereien nutzt die Baisinger BierManufaktur bei den Hefe-Weizen-Bieren der Sorten „Hell“ und „Dunkel“ das aufwendige Verfahren der Flaschengärung.

## Sortiment

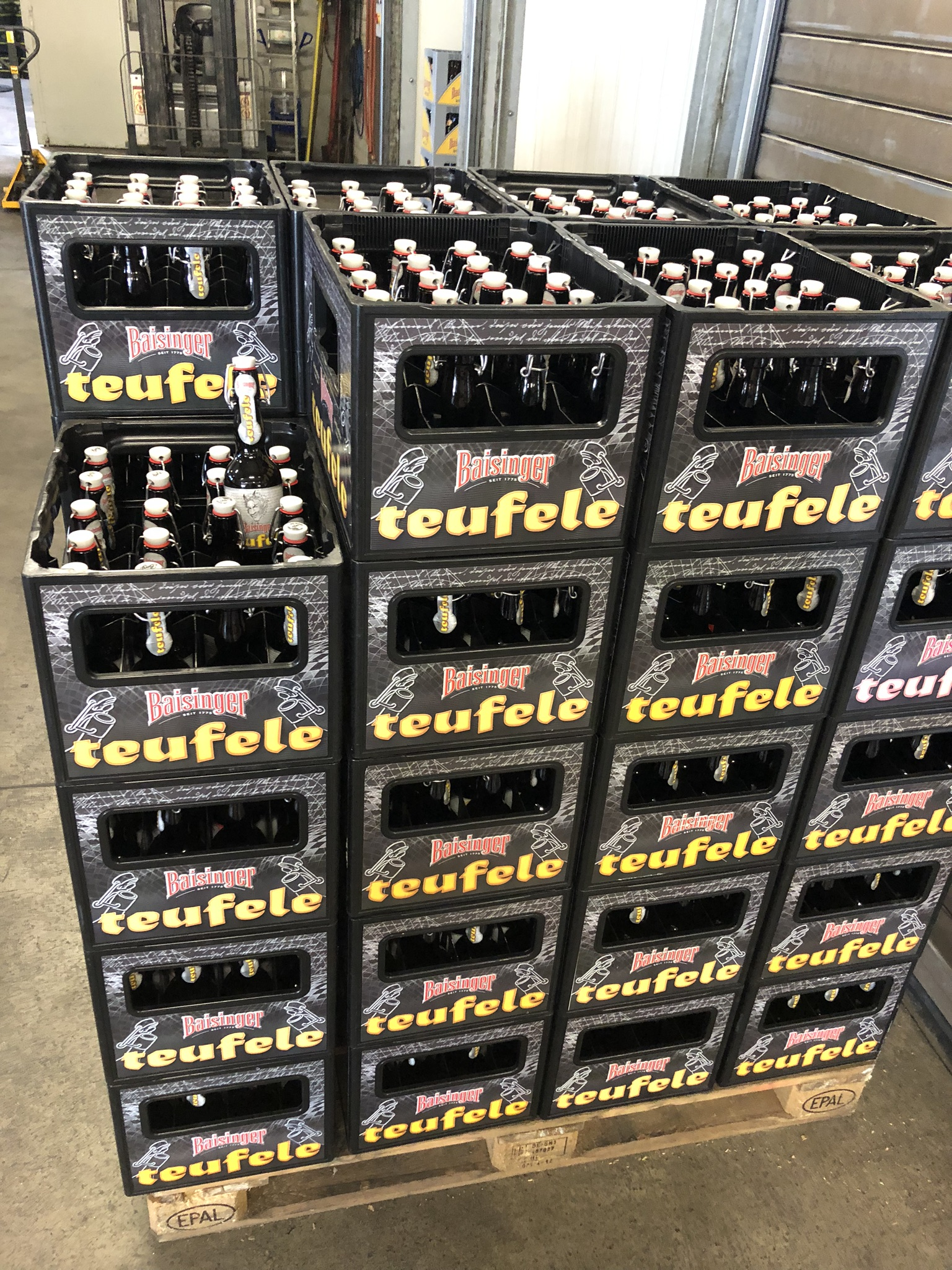
Baisinger „Teufele“

Aktuell (2015) besteht die Produktpalette aus zehn verschiedenen Bieren sowie zwei Bierbränden.